# Алексеюнас, Адольфас
Адольфас Алексеюнас (лит. Adolfas Aleksejūnas; род. 27 июня 1937, Meldiniai, Пакруойский район) — советский литовский легкоатлет, специалист по кроссу и стипльчезу. Выступал за сборную СССР по лёгкой атлетике в 1960-х годах, призёр первенств всесоюзного и республиканского значения, участник летних Олимпийских игр в Токио. Представлял Вильнюс и спортивное общество «Локомотив». Спортивный функционер, журналист.

## Биография
Адольфас Алексеюнас родился 27 июня 1937 года в деревне Мельдиняй Пакруойского района (ныне Шяуляйский уезд Литвы).
Занимался лёгкой атлетикой в Вильнюсе, состоял в добровольном спортивном обществе «Локомотив».
Впервые заявил о себе марте 1964 года, когда на чемпионате СССР по кроссу в Ужгороде выиграл серебряную медаль в дисциплине 5 км. Позже вошёл в состав советской сборной и выступил в беге на 1500 метров в матчевой встрече со сборной США в Лос-Анджелесе. Благодаря череде удачных выступлений удостоился права защищать честь страны на летних Олимпийских играх в Токио — на предварительном квалификационном этапе бега на 3000 метров с препятствиями установил олимпийский рекорд 8.31,8, тогда как в решающем финальном забеге с результатом 8.39,0 финишировал седьмым.
В 1965 году был четвёртым на Кроссе Юманите, в стипльчезе получил серебро на чемпионате СССР в Алма-Ате.
В 1966 году занял девятое место на Кроссе Юманите, в беге на 3000 метров с препятствиями взял бронзу на чемпионате СССР в Днепропетровске.
В 1972 году окончил исторический факультет Вильнюсского педагогического университета.
Возглавлял комитет по физической культуре и спорту (1979—1989), занимал должность заведующего отделом спорта Совета профсоюзов (1989—1999). Проявил себя как спортивный журналист, автор статей для газет Tiesa, Diena и др. С 2007 года — член правления Олимпийского комитета Литвы.